# Partido de General Arenales
Partido de General Arenales är en kommun i Argentina.   Den ligger i provinsen Buenos Aires, i den centrala delen av landet, 270 km väster om huvudstaden Buenos Aires. Antalet invånare är 14 876.
Trakten runt Partido de General Arenales består till största delen av jordbruksmark. Runt Partido de General Arenales är det glesbefolkat, med 10 invånare per kvadratkilometer.